# Euchloron serrai
Euchloron serrai är en fjärilsart som beskrevs av Philippe Darge 1970. Euchloron serrai ingår i släktet Euchloron och familjen svärmare. Inga underarter finns listade i Catalogue of Life.